# Dyscritothamninae
Dyscritothamninae je podtribus glavočika, dio je tribusa Millerieae. Opisan je u Phytologia 87(1): 10. (2005). Sastoji se od 5 rodova, od kojih je tipičan Dyscritothamnus sa dvije endemske vrste iz Meksika.

## Rodovi
1. Bebbia Greene (1 sp.)
2. Dyscritothamnus B. L. Rob. (2 spp.)
3. Tridax L. (34 spp.)
4. Cymophora B. L. Rob. (4 spp.)
5. Tetragonotheca L. (4 spp.)